# Malte aux Jeux olympiques d'été de 2008
Malte participe aux Jeux olympiques d'été de 2008 à Pékin.

## Athlètes engagés

### Natation
Femmes :
- Madeleine Scerri

Hommes :
- Ryan Gambin

### Athlétisme
Femmes :
- Charlene Attard

Hommes :
- Nicolai Portelli

#### Hommes
| Épreuve    | Athlète          | Séries   | Séries | Quarts de finale | Quarts de finale | Demi-finales | Demi-finales | Finale   | Finale |
| Épreuve    | Athlète          | Résultat | Rang   | Résultat         | Rang             | Résultat     | Rang         | Résultat | Rang   |
| ---------- | ---------------- | -------- | ------ | ---------------- | ---------------- | ------------ | ------------ | -------- | ------ |
| 200 mètres | Nikolai Portelli | 22.31    | 8e     | -                | -                | -            | -            | -        | -      |

#### Femmes
| Épreuve    | Athlète         | Séries   | Séries | Quarts de finale | Quarts de finale | Demi-finales | Demi-finales | Finale   | Finale |
| Épreuve    | Athlète         | Résultat | Rang   | Résultat         | Rang             | Résultat     | Rang         | Résultat | Rang   |
| ---------- | --------------- | -------- | ------ | ---------------- | ---------------- | ------------ | ------------ | -------- | ------ |
| 100 mètres | Charlene Attard | 12.20    | 6e     | -                | -                | -            | -            | -        | -      |

### Judo
Femmes :
- Marcon Bezzina (-63 kg)

### Tir
Hommes :
- William Chetcuti